# Solpugema hamata pietersi
Solpugema hamata pietersi es una subespecie de arácnido  del orden Solifugae de la familia Solpugidae.

## Distribución geográfica
Se encuentra en África.